# Ваља Мика (Клежа)
Ваља Мика (рум. Valea Mică) насеље је у Румунији у округу Бакау у општини Клежа. Oпштина се налази на надморској висини од 183 m.

## Становништво
Према подацима из 2002. године у насељу је живело 770 становника, од којих су сви румунске националности.